# Efekt założyciela

Efekt założyciela zmniejsza różnorodność genetyczną nowych populacji. Z pierwotnej populacji (po lewej) powstać może kilka nowych populacji, różniących się od siebie i o zredukowanej heterozygotyczności

Efekt założyciela – szczególny przypadek dryfu genetycznego występujący, gdy populacja w przeszłości przeszła przez stadium z bardzo niewielką liczbą osobników wskutek migracji niewielkiej liczby osobników na izolowaną wyspę.
Efekt założyciela zachodzi, kiedy pewna populacja założona zostaje przez niewielką grupę osobników. Nowej populacji początek może dać tak naprawdę pojedyncza para organizmów (rozmnażających się ze sobą płciowo), a nawet pojedynczy organizm. W pewnych warunkach może to być organizm rozmnażający się płciowo. Ta ostatnia sytuacja dotyczyć może samicy owada – u niektórych gatunków mogą one bowiem przechowywać w swym ciele nasienie pozostawione przez samce. Dostanie się takiej zaplemnionej samicy na niezamieszkaną jeszcze przez dany gatunek wyspę może więc skutkować powstaniem tam nowej populacji. Sytuacja taka nie ogranicza się do owadów. Samica warana z Komodo w razie nieobecności samców potrafi rozmnażać się poprzez partenogenezę, podobnie jak rekin młot tyburo.
W przypadku każdej realnie istniejącej populacji (a więc populacji o skończonej liczbie tworzących ją osobników) częstości poszczególnych alleli poddane są działaniu dryfu genetycznego odzwierciedlającego losowe (przypadkowe) procesy zmieniające wyjściowe proporcje alleli, prowadzącemu do koalescencji, a więc redukującemu częstość heterozygot w miarę, jak jedne allele zostają usunięte z populacji, a inne utrwalają się w niej. Co więcej, szybkość tych procesów zależy od liczebności populacji – im mniej liczy ona osobników, tym zachodzą szybciej (istotna jest tutaj efektywna wielkość populacji, to znaczy liczebność osobników rzeczywiście przystępujących do rozrodu).
Jeśli nowo założona populacja będzie szybko zwiększać swą liczebność, częstości alleli nie ulegną zazwyczaj istotnym zmianom w stosunku do stanu wyjściowego. Jeśli natomiast przez długi czas będzie ona liczyć sobie bardzo małą liczbę osobników, dozna istotnych zmian częstości alleli na skutek zachodzącego w niej dryfu genetycznego. Utrata heterozygotyczności populacji zależy w dużym stopniu od tempa wzrostu populacji. W przypadku założenia populacji przez rozmnażającą się partenogenetycznie samicę już sam ten fakt będzie wiązał się z niską heterozygotycznością.
Jeśli nowo założonej populacji uda się przetrwać, a jej liczebność zwiększy się, zachodzące w niej mutacje będą działać w kierunku wzrostu heterozygotyczności.
Podobny efekt występuje w przypadku spadku liczebności populacji i przejścia przez wąskie gardło.